# 停止討論
停止討論（英語：Previous question）是一項議事程序，旨在提高議事效率，防止冗长辩论，加快會議速度，對議題立即做出決策。停止讨论通常使用在簡單、已達充份共識的議案上，或與會者立場鮮明，不因討論而改變立場的爭議性議案。在議事策略上，假若議案支持者已達三分之二以上，對己方有利，即可提出停止討論動議，逕付表決，以免時間拖延太久。
停止討論動議需要附議，毋需討論，表決時獲得三分之二與會者支持方為通過。通過後，該動議案即停止討論，逕付表決，也不能再對它提出附屬動議案；若未通過，原本的討論將繼續進行，直到無人發言、討論自然結束為止。位階上，停止討論動議高於延期討論動議、付委動議、修正動議和無期延期動議，僅次於擱置動議。